# Увулярный одноударный согласный
Увулярный одноударный согласный — согласный звук и символ МФА, встречающиеся в некоторых языках. Есть звуки с похожими символами — Звонкий увулярный взрывной согласный и  Звонкий увулярный дрожащий согласный. Обозначается символом ɢ̆ или ʀ̆.

## Примеры
| Язык       | Слово | МФА    | Значение  | Примечания                      |
| ---------- | ----- | ------ | --------- | ------------------------------- |
| Английский | red   | [ɢ̆ɛd]  | 'Красный' |                                 |
| Идиш       | בריק  | [bʀ̆ɪk] | 'Мост'    | Реже могут быть [ r ] или [ ɾ ] |